# Justin-Chrysostome Sanson
Justin Sanson-Chrysostome (Nemours; 9 de agosto de 1833 - París el 2 de noviembre de 1910), fue un escultor y el principal fundador del Museo de Nemours.

## Datos biográficos
En 1852, ingresó como estudiante en la École des Beaux-Arts de París en el estudio de Jouffroy y de Lequien. En 1861 obtuvo el Gran Premio de Roma, con el relieve titulado Chryseis devuelta a su padre por Ulises. Este premio le abrió las puertas de la Villa Médicis; Sanson permanecido durante 5 años (1862-1866), completando su formación en un contexto de referencias a las obras antiguas. La más notable de sus obras es la Piedad (visible en la iglesia de Saint-Jean-Baptiste), que en bronce obtuvo una medalla en el salón de 1869 y en mármol otra medalla en la Exposición Universal de París en 1878. Fue laureado con la Legión de Honor.
Entre 1877 y 1883, produjo esculturas para la decoración del ayuntamiento de la ciudad de París, el Palacio del Louvre, la Ópera de París (donde hizo el conjunto escultórico "La Musique"), el palacio de Amiens, la Iglesia de San Francisco Javier, etc.
En 1901, Sanson creó con otros artistas de Nemours una asociación de los Amigos del Viejo Castillo para salvar el castillo de Nemours de la ruina, después de la restauración, el museo abre sus puertas el 18 de octubre de 1903.
Sanson había donado parte de sus obras en 1901 y al morir donó su taller al museo. En homenaje al escultor, la antigua calle de los Molinos pasó a llamarse la rue Sanson el mismo año de su muerte, 1910.

## Esculturas de Sanson

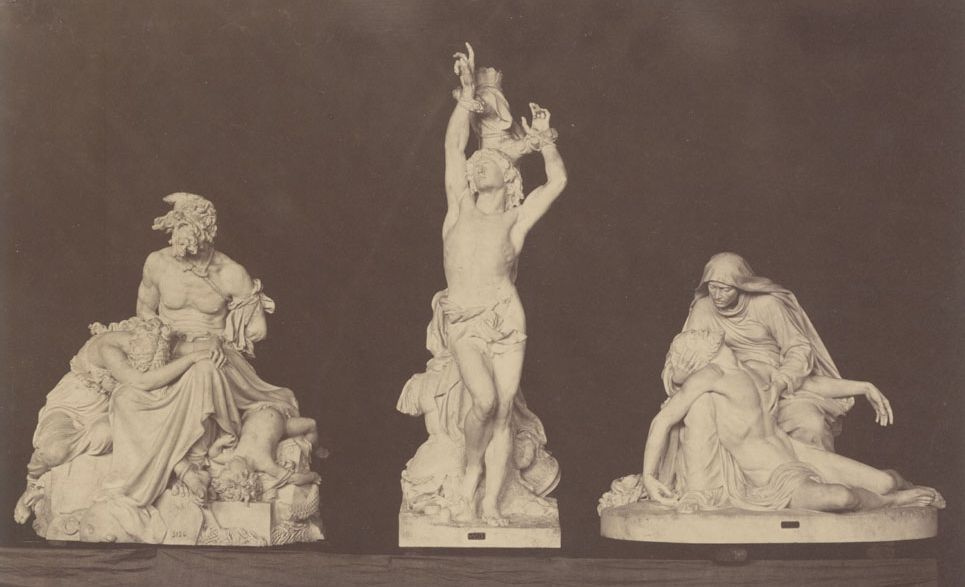
Fotografía del catálogo del Salón de París de 1876, en la que aparece a la derecha La Pietà de Sanson.

- Chryseis devuelta a su padre por Ulises[2] (1861)
- La Musique, (1860-1865) yeso, en uno de los tímpanos del salón de conciertos; Ópera Garnier, París[4]
- Le danseur de Saltarello, presentado en el Salón de 1867,[5] del que se realizaron reproducciones de bronce de diferentes tamaños que son conocidas como "El bailarín romano"[6]
- La Arquitectura, (1869), relieve, pabellón Mollien, Louvre[7]
- La Gloria distribuye coronas a las Artes (1857-1870)Cúpula en el primer piso de la Escalera Mollien Ala Denon Palacio del Louvre[8] decoración escultórica
- La Douleur (1870)
- La Piéta (1871)
- Le Printemps (1893)  en el Château-musée de Nemours
- Ingres (1868-70)
- Proyecto de un monumento a Ingres,  , yeso en el Château-musée de Nemours
- La Prière (1897)

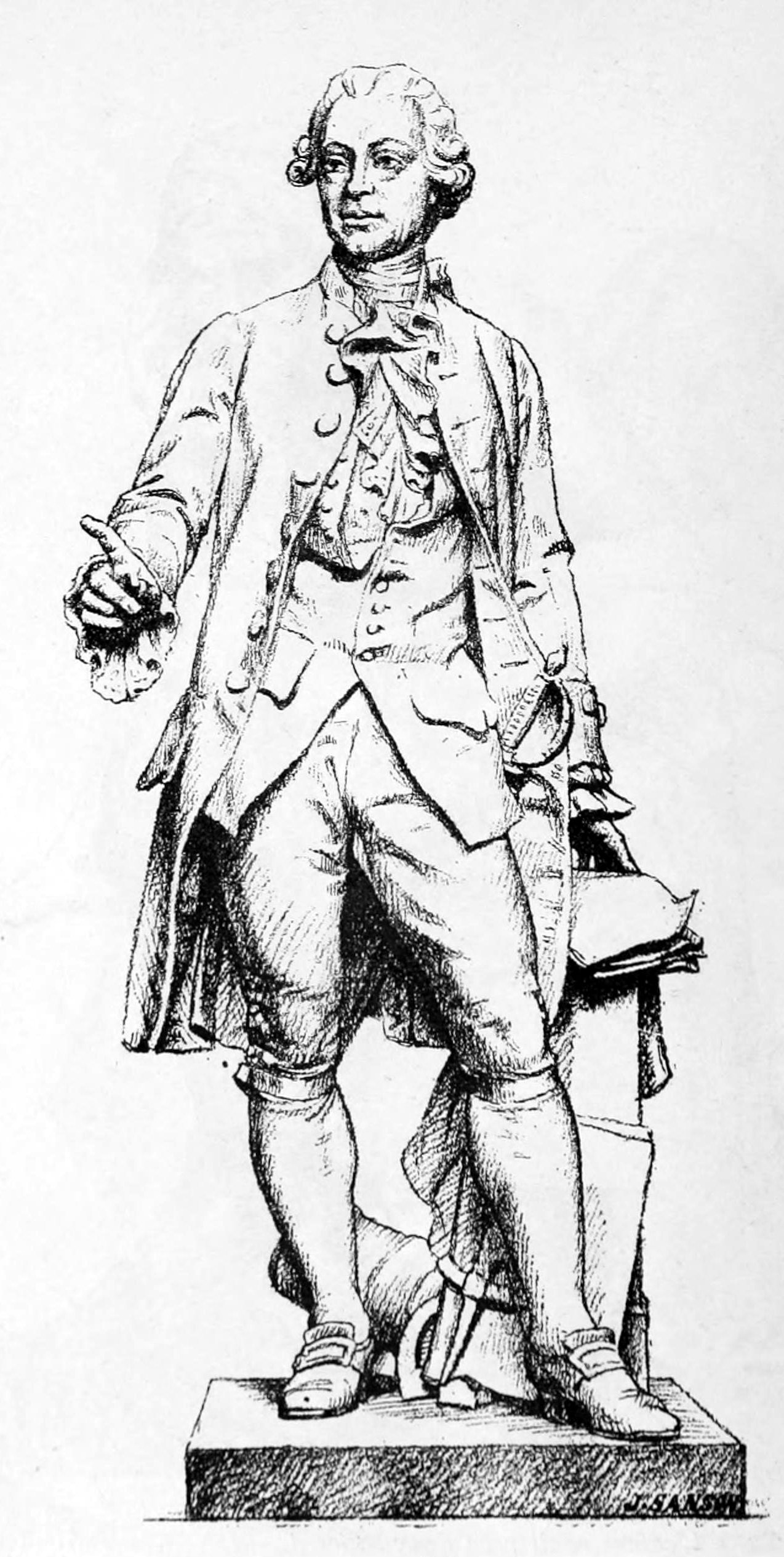
Etienne Bezout
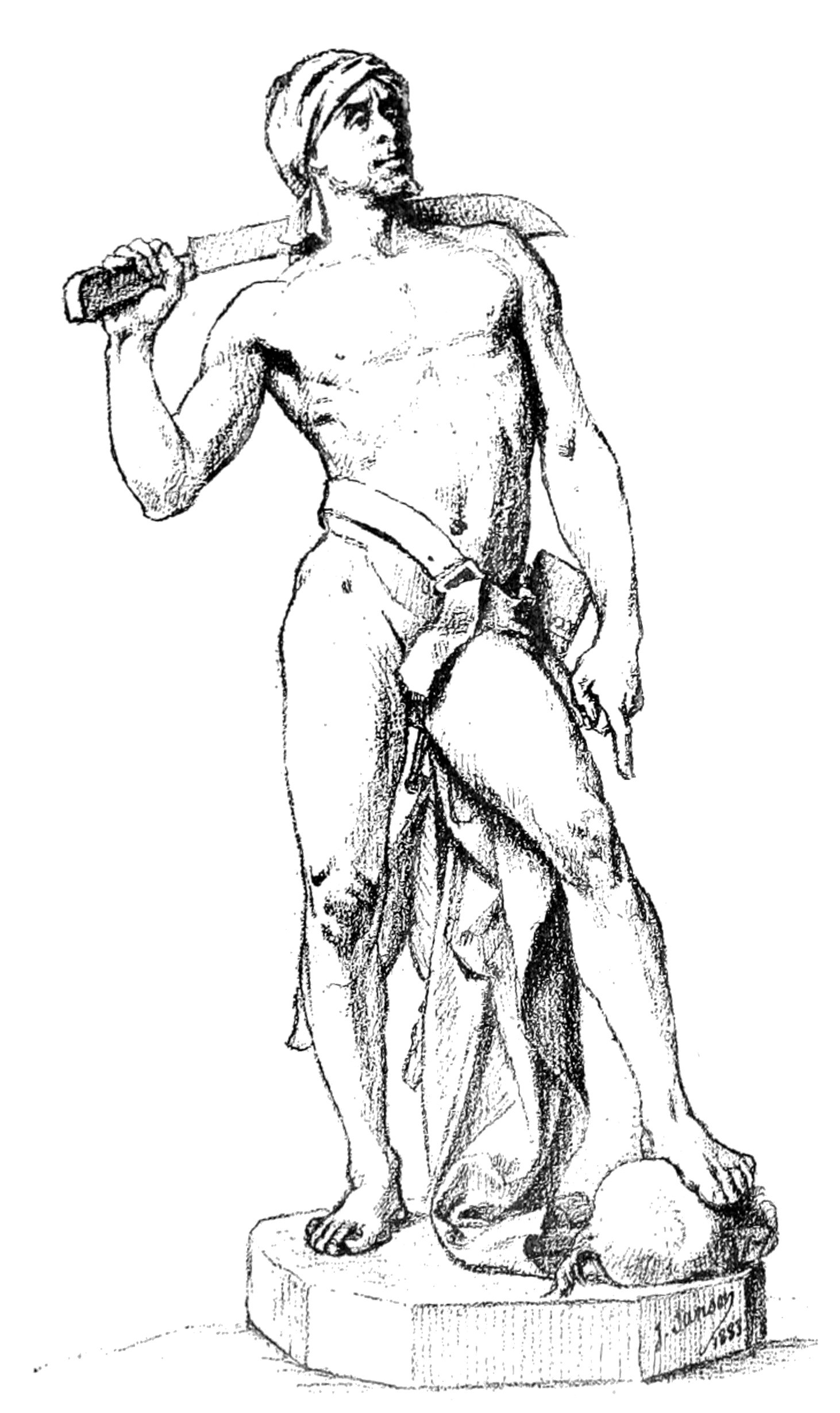
Vainqueur
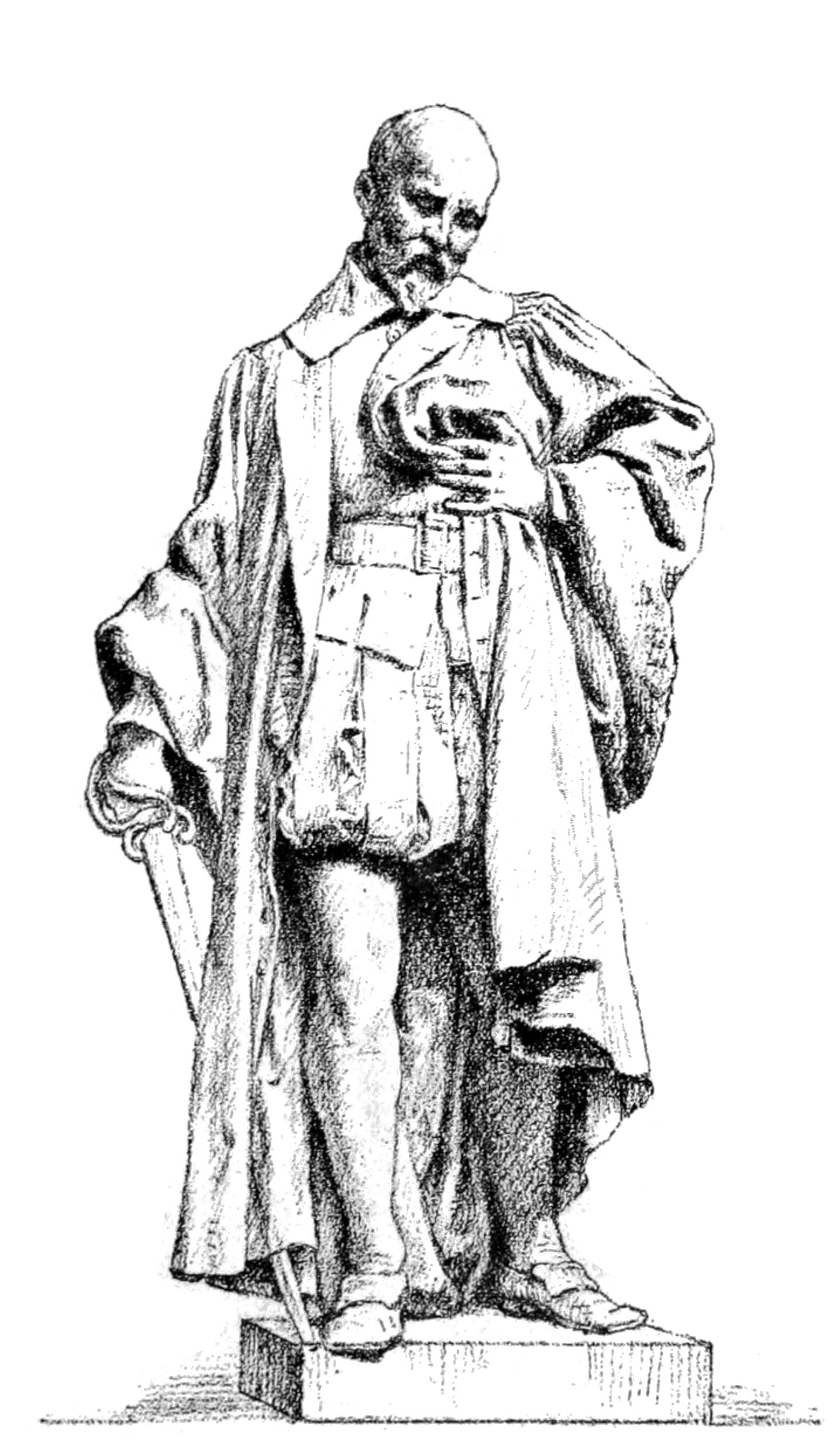
L'echevin Blayries